# Falsoplanulina
Falsoplanulina es un género de foraminífero bentónico de la subfamilia Cibicidinae, de la familia Cibicididae, de la superfamilia Planorbulinoidea, del suborden Rotaliina y del orden Rotaliida. Su especie tipo es Rotalia ammophila. Su rango cronoestratigráfico abarca desde el Paleoceno hasta la Actualidad.

## Clasificación
Falsoplanulina incluye a las siguientes especies:
- Falsoplanulina ammophila
- Falsoplanulina almendarensis
- Falsoplanulina caribaea
- Falsoplanulina midwayensis